# Day of the Painter
Day of the Painter ist ein US-amerikanischer Kurzfilm von Robert P. Davis aus dem Jahr 1960, der mit einem Oscar ausgezeichnet wurde. 

## Inhalt
Der Film stellt sich als übermütige, sehr komische Parodie vor, die die abstrakt-expressionistische Malerei zum Thema hat und sich „Tag des Malers“ nennt. Alles beginnt, indem ein Maler in einer langsam zerbröckelnden Hütte an einem klapprigen Pier aufwacht, gelegen an einem malerischen Fluss. Ein Boot naht und bringt ihm sein Wall Street Journal, aus dem der Mann entnimmt, dass seine Aktien gut stehen. Er macht sich daran, eine Schubkarre mit Dosen verschiedenster Farben, langen Stäben und einer Spritzpistole zu laden. Zwei Helfer tragen zudem eine große leere Leinwand auf sein morastiges „Studio“, das sich seitlich des Baches befindet. Dann ist der Maler den ganzen Tag über damit beschäftigt, die Leinwand auf alle erdenkliche Art zu füllen, indem er streut, schießt und sogar sich selbst über die Leinwand schiebt. Nach und nach entsteht tatsächlich ein Bild, das sich als ziemlich gut erweist und etwa in der Art der Bilder von Jackson Pollock gehalten ist, natürlich und attraktiv für diejenigen, die imitative Arbeit zu schätzen wissen. Nachdem der Maler fertig ist, betrachtet er sein Werk, um die enorm große Leinwand dann in Stücke zu zerschneiden. 
Am Ende des Tages kommt ein kleines Wasserflugzeug vorbei, der Pilot prüft die zerschnittenen Segmente sorgfältig und wählt sodann eines aus, legt es in sein Flugzeug und fliegt davon. Der Maler indes nimmt die verbliebenen Stücke und wirft sie in den Fluss, wo sie mit den Schwänen, begleitet von Möwen, davonschwimmen.  

## Produktion, Veröffentlichung
Die Filmaufnahmen entstanden in Mamaroneck und im Hafen des im Bundesstaat New York liegenden Städtchens.
Der von Little Movies produzierte und von Kingsley-Union Films und Columbia Broadcasting System vertriebene Film wurde in den USA erstmals im September 1960 aufgeführt. 

## Auszeichnung
Ezra R. Baker wurde auf der Oscarverleihung 1961 für den von ihm produzierten Film in der Kategorie „Bester Kurzfilm“ mit einem Oscar ausgezeichnet.